# Илия Илиев (генерал-майор)
Вижте пояснителната страница за други личности с името Илия Илиев.
Илия Димов Илиев е български офицер, инженер, генерал-майор.

## Биография
Роден е на 28 февруари 1942 г. в шуменското село Хърсово. През 1955 г. умира баща му и той е даден за отглеждане в дом за сираци. До 1959 г. учи в Първа политехническа гимназия „Лиляна Димитрова“ в Шумен. Завършва през 1964 г. първия инженерен випуск на Висшето народно военноартилерийско училище „Георги Димитров“ в Шумен. Започва военната си служба като старши техник, той и офицер за насочване в 1-ва група на радиотехническа команда на 16-и зенитноракетен дивизион (под. 70110) в Дебелт. От 1968 г. е началник на отделение за ремонт на станции за насочване на ракети (СНР) и станции за разузнаване и целеуказване (СРЦ) на работилницата за ремонт на бойна техника на 3-та зенитно-ракетна бригада в Братово (под. 30300). В периода 1975 – 1978 г. учи във Военната академия за противовъздушна отбрана „Маршал Г. К. Жуков“ в СССР, която завършва с отличие. След като се завръща е назначен за командир на 18-и зенитноракетен дивизион в Поморие (под. 22730). От 1980 до 1983 г. е заместник-командир на 3-та зенитно-ракетна бригада, а от 1983 до 1990 г. е командир на бригадата.
На 14 септември 1990 г. (МЗ № УК-0320) е назначен за командващ Зенитноракетните войски и зенитната артилерия в ПВО и ВВС. През 1992 г. е повишен в чин генерал-майор. През 1998 г. завършва Военната академия в София и след това е назначен за заместник-началник на Главния щаб на ВВС по материално-техническото и медицинското осигуряване. През 2000 г. при преобразуването на военните звания му е присвоено звание генерал-майор (2 звезди) и е освободен от кадрова военна служба. Умира на 9 ноември 2010 г. През 2022 г. е издадена посмъртно негова книга „Зенитноракетните войски в огледалото на световната история. Том 1“.

## Образование
- Първа политехническа гимназия „Лиляна Димитрова“, Шумен (до 1959)
- Висше народно военноартилерийско училище „Георги Димитров“ (1959 – 1964)
- Военна академия за противовъздушна отбрана „Маршал Г. К. Жуков“ (1975 – 1978)
- Военна академия „Г.С.Раковски“, Генералщабен факултет (до 1998).

## Военни звания
- Генерал-майор (1992)
- Генерал-майор (7 юли 2000), две звезди